# Incidifrons fulicae
Incidifrons fulicae är en insektsart som först beskrevs av Carl von Linné 1758.  Incidifrons fulicae ingår i släktet Incidifrons och familjen fjäderlöss. Arten är reproducerande i Sverige. Inga underarter finns listade i Catalogue of Life.